# Little Brazil
Little Brazil (em português:  Pequeno Brasil) é um pequeno bairro na ilha de Manhattan, Nova Iorque, Estados Unidos. Está localizado em dois quarteirões da Quadragésima Sexta Rua, entre a Quinta Avenida e a Sexta Avenida. Já foi um local repleto de comércios que faziam referência ao Brasil, mas em 2009, devido à crise, restavam poucos estabelecimentos relacionados ao país sul-americano. Costuma sediar o evento anual Brazilian Day.